# Marco Bucci (discobolo)
Marco Bucci (Ferrara, 29 novembre 1960 – Velletri, 6 agosto 2013) è stato un discobolo italiano.

## Biografia
È stato due volte campione italiano e medaglia di bronzo alle Universiadi nel 1983, ed è detentore dell'attuale 2ª miglior prestazione italiana di sempre del lancio del disco con la misura di 66,96 m (che fu primato italiano per 5 anni) stabilita a Formia il 30 giugno 1984 dietro il 67,62 m di Marco Martino stabilito nel 1989 ed attuale primato italiano
È morto a Velletri nel 2013 all'età di 52 anni e 8 mesi a seguito di un attacco cardiaco.

## Palmarès
| Anno | Manifestazione | Sede     | Evento           | Risultato | Misura  | Note |
| ---- | -------------- | -------- | ---------------- | --------- | ------- | ---- |
| 1983 | Universiadi    | Edmonton | Lancio del disco | Bronzo    | 60,62 m |      |